# リチウムジフェニルホスフィド
リチウムジフェニルホスフィド (Lithium diphenylphosphide) は、リチウムと有機リンアニオンを含み、化学式 (C6H5)2PLi で表される。ジフェニルホスフィン誘導体の調製に用いられる、空気に敏感な白色の固体である。エーテル錯体は暗赤色である。

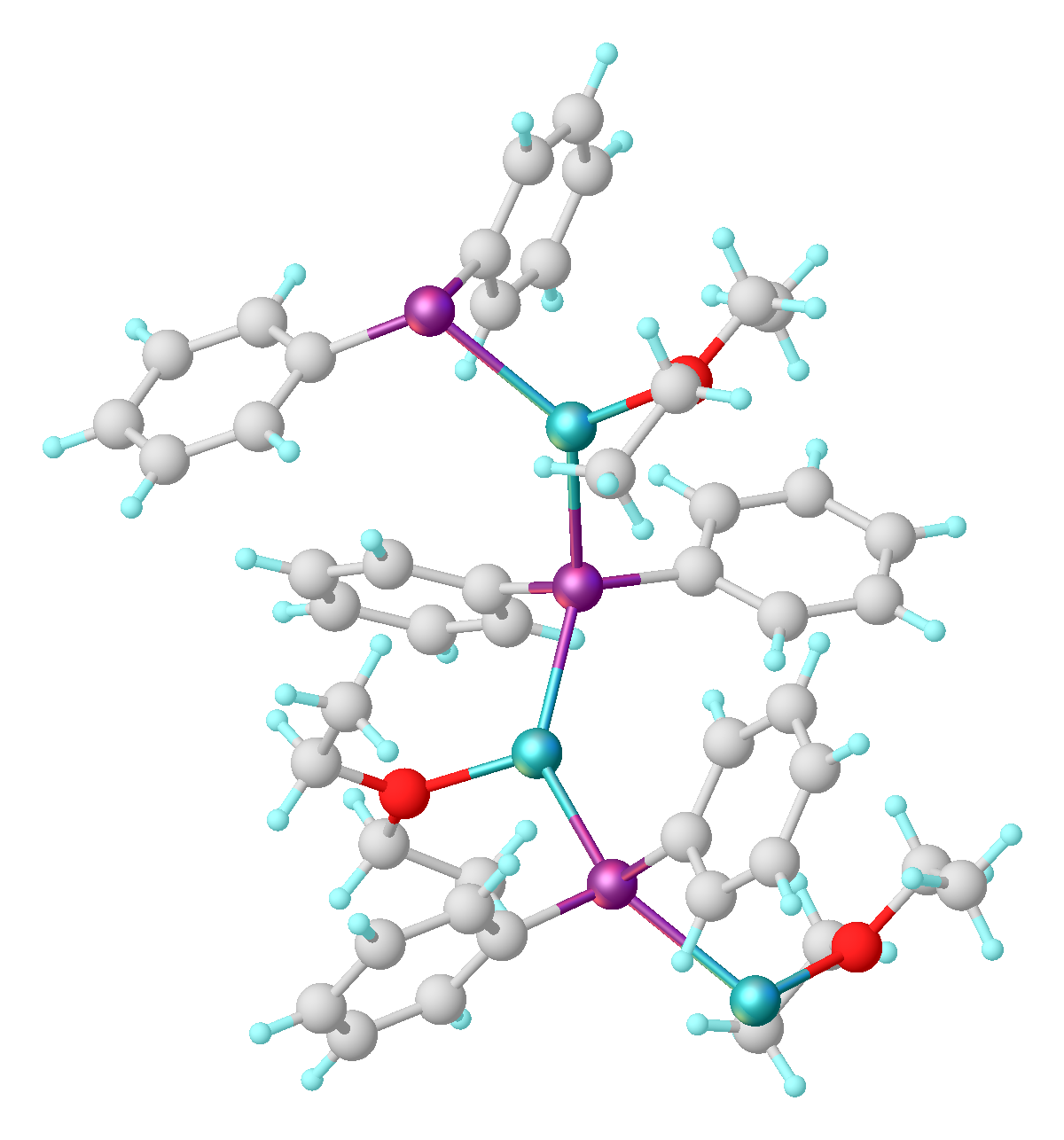
エーテル錯体 LiPPh_{2}(Et_{2}O) のポリマーの構造の一部

## 合成と反応
リチウム、ナトリウム、カリウムの塩は、クロロジフェニルホスフィン、トリフェニルホスフィン、またはテトラフェニルジホスフィンをアルカリ金属 (M) で還元することにより調製される。
(C6H5)2PCl  +  2 M   →  (C6H5)2PM  +  MCl
(C6H5)3P  +  2 M   →  (C6H5)2PM  +  MC6H5
(C6H5)4P2  +  2 M   →  2 (C6H5)2PM
ジフェニルホスフィンの脱プロトン化によっても得られる。
塩 (リチウム ジフェニルホスフィド) は、水によって加水分解を受けてジフェニルホスフィンを与える。
(C6H5)2PLi  +  H2O   →   (C6H5)2PH  +  LiOH
塩は、ハロゲン化アルキルと反応して三級ホスフィンを与える。
(C6H5)2PM  +  RX   →   (C6H5)2PR  +  MX
金属ハロゲン化物で処理すると、リチウムジフェニルホスフィドは遷移金属ホスフィド錯体を生成する。

## 構造
アルカリジフェニルホスフィドは塩として扱われるが、溶液中では高度に凝集していて、固体では高分子構造を取る。

## 関連化合物
- ナトリウムジフェニルホスフィド (CAS Registry Number 4376-01-6)
- カリウムジフェニルホスフィド (CAS Registry Number 15475-27-1)